# Serguéi Tíjonov
Serguéi Tíjonov –en ruso, Сергей Тихонов– (3 de enero de 1982) es un deportista ruso que compitió en esgrima, especialista en la modalidad de florete. Ganó tres medallas en el Campeonato Europeo de Esgrima, en los años 2005 y 2006.

## Palmarés internacional
| Campeonato Europeo | Campeonato Europeo     | Campeonato Europeo | Campeonato Europeo  |
| Año                | Lugar                  | Medalla            | Prueba              |
| ------------------ | ---------------------- | ------------------ | ------------------- |
| 2005               | Zalaegerszeg (Hungría) | Medalla de plata   | Florete individual  |
| 2005               | Zalaegerszeg (Hungría) | Medalla de plata   | Florete por equipos |
| 2006               | Esmirna (Turquía)      | Medalla de bronce  | Florete por equipos |